# Lamellitrochus
Lamellitrochus là một chi ốc biển, là động vật thân mềm chân bụng sống ở biển trong họ Solariellidae.

## Các loài
Các loài trong chi Lamellitrochus gồm có:
- Lamellitrochus carinatus Quinn, 1991[2]
- Lamellitrochus inceratus Quinn, 1991[3]
- Lamellitrochus lamellosus (Verrill & S. Smith, 1880)[4]
- Lamellitrochus pourtalesi (Clench & Aguayo, 1939)[5]